# Yêu... không yêu

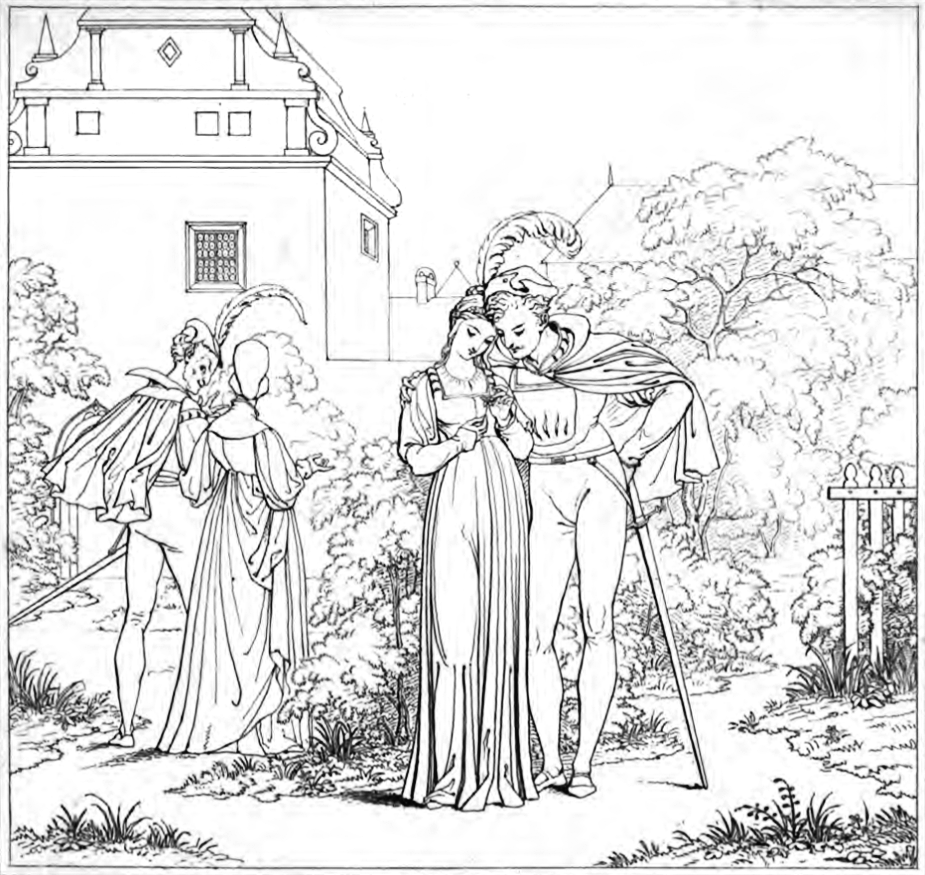
The Decision of the Flower (1820)

Yêu... không yêu, hay effeuiller la marguerite (ngắt cánh hoa) trong tiếng Pháp, là một trò chơi gốc Pháp khi một người nào đó nhắm mắt và xác định liệu đối tượng mình đang nhắm đến có tình ý gì với mình hay không.
Một người chơi sẽ thay phiên nói "yêu", "không yêu" trong khi ngắt một cánh hoa (tiêu biểu là hoa cúc bạch) ứng với một từ hay cụm từ. Cụm từ cuối cùng mà người ấy nói một cách ngẫu nhiên do số cánh hoa sẽ thể hiện cho tình cảm của đối tượng mà người đó nhắm đến hoặc không. Các kết quả phụ thuộc vào số cánh hoa là lẻ hay chẵn. Người chơi thường bị tác động và lo lắng khi kết quả không như ý muốn, khi đó họ cố gắng thử lại lần nữa niềm tin đã có từ trước hoặc từ bỏ với một thái độ bất thường.
Trong tiếng Anh thường có câu đùa trong trò chơi She Loves Me, She Loves Me Lots (tạm dịch: Cô ấy yêu tôi, cô ấy yêu tôi nhiều).

## Ngôn ngữ khác
- Tiếng Anh: He/she loves me... He/she loves me not (anh ấy/cô ấy yêu tôi... anh ấy/cô ấy không yêu tôi)
- Tiếng Ba Lan: Kocha... nie kocha (tạm dịch: anh ấy/cô ấy yêu tôi... anh ấy/cô ấy không yêu tôi); hoặc: Kocha... lubi... szanuje... (tạm dịch: anh ấy/cô ấy yêu tôi... anh ấy/cô ấy thích tôi... anh ấy/cô ấy coi trọng tôi...)
- Tiếng Bồ Đào Nha: Bem me quer... mal me quer (tạm dịch: anh ấy/cô ấy cần tôi... không cần tôi)
- Tiếng Bulgaria: Той ме обича... той не ме обича (tạm dịch: anh ấy/cô ấy yêu tôi... không yêu tôi)
- Tiếng Catalan: M'estima... no m'estima (tạm dịch: anh ấy/cô ấy yêu tôi... không yêu tôi)
- Tiếng Đan Mạch: Han/hun elsker mig... han/hun elsker mig ikke (tạm dịch: anh ấy/cô ấy yêu tôi... không yêu tôi)
- Tiếng Đức: Er/sie liebt mich... Er/sie liebt mich nicht (anh ấy/cô ấy yêu tôi... anh ấy/cô ấy không yêu tôi)
- Tiếng Hà Lan: Hij/zij houdt van me, hij/zij houdt niet van me (tạm dịch: anh ấy/cô ấy yêu tôi... anh ấy/cô ấy không yêu tôi)
- Tiếng Hebrew: "אוהב/ת...לא אוהב/ת" (tạm dịch: "yêu... không yêu")
- Tiếng Hungary: Szeret... nem szeret (tạm dịch: anh ấy/cô ấy yêu tôi... không yêu tôi)
- Tiếng Nga: Любит....не любит (tạm dịch: anh ấy/cô ấy yêu tôi... anh ấy/cô ấy không yêu tôi)
- Tiếng Pháp: Il/Elle m'aime un peu, beaucoup, passionnément, à la folie, pas du tout (Anh ấy/Cô ấy yêu tôi một tí, nhiều, say đắm, điên cuồng, không hề yêu). Điều đó làm có nhiều khả năng mong muốn hơn.
- Tiếng Phần Lan: Rakastaa...ei rakasta (tạm dịch: yêu... không yêu)
- Quốc tế ngữ: Li/Ŝi amas min... Li/Ŝi ne amas min (anh ấy/cô ấy yêu tôi... anh ấy/cô ấy không yêu tôi)
- Tiếng Romana: Mă iubeşte....nu mă iubeşte (tạm dịch: anh ấy/cô ấy yêu tôi... anh ấy/cô ấy không yêu tôi)
- Tiếng Slovakia: Ľúbi ma..... neľúbi ma (tạm dịch: Yêu... không yêu)
- Tiếng Tây Ban Nha: Me quiere... no me quiere, Me ama... no me ama (Yêu tôi... không yêu tôi)
- Tiếng Thổ Nhĩ Kỳ: Seviyor... Sevmiyor (tạm dịch: anh ấy/cô ấy yêu tôi... không yêu tôi)
- Tiếng Thụy Điển: Älskar... älskar inte (tạm dịch: Yêu... không yêu)
- Tiếng Trung Quốc: 他/她愛我...他/她不愛我 (tạm dịch: anh ấy/cô ấy yêu tôi... anh ấy/cô ấy không yêu tôi)
- Tiếng Ý: Mi ama... non mi ama (Yêu tôi... không yêu tôi)